# 藏哇寺
藏哇寺位於四川省阿壩州壤塘縣，文物遺址年代判定為明至清。2012年7月16日公佈為第八批四川省文物保護單位。
藏哇寺位於四川省阿壩藏族羌族自治州壤塘縣中壤塘鄉政府駐地，是藏傳佛教覺囊派主要的傳承地。寺院建築群以藏經閣為中心，由閉關中心（仁康）、壇城殿、大經堂、策布基殿、彌勒殿、靈塔殿、講修院和吉祥多門塔等建築組成。主體建築多為石木或土木結構，重簷歇山式屋頂，抬梁式梁架施筒瓦。藏哇寺為四川省保護較好，規模較大的明一清時期藏式佛教建築群，亦屬於藏傳佛教覺囊派的主要道場之一。收藏有元、明-清等多個時期的珍貴文物達數百件，具有很高的研究價值。